# Jonathan Josué Martínez Solano
Jonathan Josuè Martínez Solano, conosciuto semplicemente come Jonathan Martínez (pronuncia costaricana: [yoˈnatam marˈtineθ]; Puerto Limón, 19 marzo 1998), è un calciatore costaricano, centrocampista o attaccante del Santa Ana.

## Carriera

### Club
Nato a Puerto Limón, all'età di tredici anni ha dovuto lasciare la sua città per vivere a Valle Centrale e qualche mese dopo si iscrive all'Academia Wílmer López e nel 2015 durante un torneo locale viene notato e tesserato dal Carmelita che lo aggrega nelle proprie giovanili. Dopo aver vinto il campionato nazionale Under-17 nel 2015, passa in breve tempo alla Formazione Primavera. Mette in mostra il suo talento anche in questo settore, tanto che nel gennaio del 2016 l'allenatore Daniel Casas lo aggrega in prima squadra.
Nel gennaio 2016 riceve le sue prime convocazioni in prima squadra, non entrando mai in campo. L'allenatore Daniel Casas lo fa esordire tra i professionisti il 18 gennaio 2016, in occasione della partita di campionato persa per 1-3 in casa del Herediano. A causa dei scarsi risultati, il suo club è stato temporaneamente collocato all'ultimo posto nella classifica generale, quindi la leadership ha sollevato Casas dell'incarico per nominare Vinicio Alvarado come nuovo direttore tecnico, questo dal secondo turno della competizione. Le possibilità del suo club di salvare la categoria sono state ridotte, ma all'ultima data, i carmelos sono riusciti a sconfiggere il Santos de Guápiles per 0-1 e in combinazione con la perdita della squadra Uruguay de Coronado, hanno finito per rimanere nella Primera División.
Mette a segno il suo primo gol in carriera professionistica il 27 agosto 2017, in occasione della partita di campionato persa per 2-1 all'Estadio Edgardo Baltodano Briceño contro il Municipal Liberia. Conclude la sua esperienza con la maglia del Carmelita collezionando 50 presenze e 6 gol.
Il 7 gennaio 2019 viene annunciato il passaggio a titolo definitivo al Saprissa; secondo le indiscrezioni di stampa il costo del trasferimento sarebbe pari a 250.000 colón costaricano fino alla fine dell'estate 2021. Il 1º novembre 2018, durante un allenamento con il Carmelita si è rotto il metatarso, non potendo mai entrare in campo fino al 25 aprile 2019. Fa il suo debutto con il Deportivo Saprissa il 21 luglio 2019, in occasione della partita di campionato persa per 1-0 in casa del San Carlos.

### Nazionale
Il 28 agosto 2018, Jonathan è stato incluso nella lista della squadra nazionale costaricana convocata dall'allenatore ad interim Rónald González, come parte della nuova generazione di calciatori che affronterebbe una serie di partite amichevoli nel continente asiatico. Il 7 settembre, nella partita contro la nazionale sudcoreana al Goyang Stadium, il centrocampista ha aspettando in panchina e ha visto la perdita dei lorodati combinati (2-0). L'11 settembre, per lo scontro a fuoco di fronte alla nazionale giapponese, svoltosi nella città di Suita. Allo stesso modo Martínez è rimasto senza azione mentre la sua selezione si è conclusa con una perdita per 3-0.

## Statistiche

### Presenze e reti nei club
| Stagione         | Squadra          | Campionato       | Campionato | Campionato | Coppe nazionali | Coppe nazionali | Coppe nazionali | Coppe continentali | Coppe continentali | Coppe continentali | Altre coppe | Altre coppe | Altre coppe | Totale | Totale |
| Stagione         | Squadra          | Comp             | Pres       | Reti       | Comp            | Pres            | Reti            | Comp               | Pres               | Reti               | Comp        | Pres        | Reti        | Pres   | Reti   |
| ---------------- | ---------------- | ---------------- | ---------- | ---------- | --------------- | --------------- | --------------- | ------------------ | ------------------ | ------------------ | ----------- | ----------- | ----------- | ------ | ------ |
| 2015-2016        | Carmelita        | PD               | 4          | 0          | -               | -               | -               | -                  | -                  | -                  | -           | -           | -           | 4      | 0      |
| 2016-2017        | Carmelita        | PD               | 0          | 0          | -               | -               | -               | -                  | -                  | -                  | -           | -           | -           | 0      | 0      |
| 2017-2018        | Carmelita        | PD               | 34         | 4          | -               | -               | -               | -                  | -                  | -                  | -           | -           | -           | 34     | 4      |
| 2018-2019        | Carmelita        | PD               | 12         | 2          | -               | -               | -               | CCL                | -                  | -                  | -           | -           | -           | 12     | 2      |
| Totale Carmelita | Totale Carmelita | Totale Carmelita | 50         | 6          |                 | -               | -               |                    | -                  | -                  |             | -           | -           | 50     | 6      |
| 2019-2020        | Saprissa         | PD               | 1          | 0          | -               | -               | -               | CCL                | -                  | -                  | -           | -           | -           | 1      | 0      |
| Totale carriera  | Totale carriera  | Totale carriera  | 51         | 6          |                 | -               | -               |                    | -                  | -                  |             | -           | -           | 51     | 6      |

### Cronologia presenze e reti in nazionale
| Cronologia completa delle presenze e delle reti in nazionale ― Costa Rica under 20 | Cronologia completa delle presenze e delle reti in nazionale ― Costa Rica under 20 | Cronologia completa delle presenze e delle reti in nazionale ― Costa Rica under 20 | Cronologia completa delle presenze e delle reti in nazionale ― Costa Rica under 20 | Cronologia completa delle presenze e delle reti in nazionale ― Costa Rica under 20 | Cronologia completa delle presenze e delle reti in nazionale ― Costa Rica under 20 | Cronologia completa delle presenze e delle reti in nazionale ― Costa Rica under 20 | Cronologia completa delle presenze e delle reti in nazionale ― Costa Rica under 20 |
| Data                                                                               | Città                                                                              | In casa                                                                            | Risultato                                                                          | Ospiti                                                                             | Competizione                                                                       | Reti                                                                               | Note                                                                               |
| ---------------------------------------------------------------------------------- | ---------------------------------------------------------------------------------- | ---------------------------------------------------------------------------------- | ---------------------------------------------------------------------------------- | ---------------------------------------------------------------------------------- | ---------------------------------------------------------------------------------- | ---------------------------------------------------------------------------------- | ---------------------------------------------------------------------------------- |
| 17-12-2016                                                                         | -                                                                                  | Costa Rica under 20                                                                | 0 – 4                                                                              | Stati Uniti under 20                                                               | Amichevole                                                                         | -                                                                                  | 64’                                                                                |
| 19-12-2016                                                                         | -                                                                                  | Costa Rica under 20                                                                | 0 – 0                                                                              | Stati Uniti under 20                                                               | Amichevole                                                                         | -                                                                                  | 64’                                                                                |
| 23-2-2017                                                                          | San José                                                                           | Costa Rica under 20                                                                | 1 – 0                                                                              | Trinidad e Tobago under 20                                                         | Campionato nordamericano di calcio Under-20 2017                                   | -                                                                                  | 80’                                                                                |
| 25-2-2017                                                                          | San José                                                                           | Costa Rica under 20                                                                | 2 – 1                                                                              | Bermuda under 20                                                                   | Campionato nordamericano di calcio Under-20 2017                                   | -                                                                                  | 78’                                                                                |
| 21-4-2017                                                                          | Seogwipo                                                                           | Iran under 20                                                                      | 1 – 0                                                                              | Costa Rica under 20                                                                | Campionato mondiale di calcio Under-20 2017                                        | -                                                                                  |                                                                                    |
| 24-4-2017                                                                          | Seogwipo                                                                           | Costa Rica under 20                                                                | 1 – 1                                                                              | Portogallo under 20                                                                | Campionato mondiale di calcio Under-20 2017                                        | -                                                                                  |                                                                                    |
| Totale                                                                             |                                                                                    | Presenze                                                                           | 6                                                                                  |                                                                                    | Reti                                                                               | 0                                                                                  |                                                                                    |